# Giancarlo Corradini
Giancarlo Corradini (Sassuolo, Italia, 24 de febrero de 1961) es un exfutbolista y entrenador italiano. Jugó de defensa.

## Trayectoria
Se formó en el Sassuolo, debutando en el primer equipo en 1977. Jugó dos temporadas en el Genoa y dos en la Reggiana, antes de pasar al Torino, subcampeón de la temporada 1984/85.
En 1988 fichó con el Napoli, con el que se consagró campeón de la Copa de la UEFA (1988/89), de la Liga italiana (1989/90) y de la Supercopa de Italia (1990). Concluyó su carrera de futbolista bajo el Vesubio, en 1994.
Corradini inició su carrera como entrenador en 1998, en el equipo juvenil del Modena. En 2001 entró a formar parte del cuerpo técnico de la Juventus, como segundo entrenador de Marcello Lippi y, desde 2004, de Fabio Capello. Su cargo fue confirmado por el nuevo entrenador bianconero Didier Deschamps, cuando la Juventus descendió a la Serie B por el escándalo de Calciopoli; tras las dimisiones del técnico francés, asumió el cargo de primer entrenador a falta de dos partidos para la finalización de la temporada.
El 22 de junio de 2007 fue contratado por el Venezia, equipo militante en Serie C1, pero fue cesado después de un solo partido, tras una derrota frente a la Cremonese. El 10 de noviembre de 2008 pasó a entrenar al Cuneo, donde obtuvo buenos resultados logrando la permanencia matemática en Serie D a falta de cuatro jornadas.

## Clubes

### Como jugador
| Club               | País   | Año       |
| ------------------ | ------ | --------- |
| US Sassuolo Calcio | Italia | 1977-1978 |
| Genoa CFC          | Italia | 1978-1980 |
| AC Reggiana        | Italia | 1980-1982 |
| Torino Calcio      | Italia | 1982-1988 |
| SSC Napoli         | Italia | 1988-1994 |

### Como entrenador
| Club        | País   | Año       |
| ----------- | ------ | --------- |
| Juventus FC | Italia | 2007      |
| SSC Venezia | Italia | 2007      |
| AC Cuneo    | Italia | 2008-2009 |

## Palmarés

### Campeonatos nacionales
| Título              | Club        | País   | Año     |
| ------------------- | ----------- | ------ | ------- |
| Serie C1            | AC Reggiana | Italia | 1980-81 |
| Serie A             | SSC Napoli  | Italia | 1989-90 |
| Supercopa de Italia | SSC Napoli  | Italia | 1990    |

### Copas internacionales
| Título          | Club       | País   | Año         |
| --------------- | ---------- | ------ | ----------- |
| Copa de la UEFA | SSC Napoli | Italia | 1988 - 1989 |